# Nguyễn Văn Linh
Nguyễn Văn Linh (1 de julio de 1915-27 de abril de 1998) fue un revolucionario y político vietnamita. Nguyễn Văn Linh fue secretario general del Partido Comunista de Vietnam de 1986 a 1991 y líder político del Vietcong durante la guerra de Vietnam. Durante su mandato, Linh fue un firme defensor de "Đổi mới" (renovación), un plan económico cuyo objetivo es convertir la economía de Vietnam en una economía de mercado de orientación socialista. Por ello, Linh fue considerado a menudo como el "Gorbachov vietnamita", en honor al líder soviético, que introdujo la Perestroika.

## Biografía
Nguyễn Văn Linh nació en Hưng Yên el 1 de julio de 1915. Su nombre original era Nguyễn Văn Cúc, más tarde adoptaría Nguyễn Văn Linh como su nom de guerre. A los catorce años, Linh se involucró en el movimiento comunista clandestino contra el Dominio colonial francés, uniéndose a la Unión de Jóvenes Comunistas Ho Chi Minh. En 1930, a la edad de dieciséis años, Linh fue detenido y encarcelado hasta 1936 por distribuir folletos dirigidos contra los franceses. Tras su liberación, se unió al Partido Comunista de Vietnam. Fue enviado a Saigón, en el sur del país, para ayudar a establecer células del partido, por lo que fue detenido de nuevo desde 1941 hasta 1945. En 1945, Vietnam declaró su independencia del dominio francés y se produjo la primera guerra de Indochina. Mientras tanto, Linh ascendió en la jerarquía del partido y se convirtió en miembro del Comité Central en 1960.
Durante la guerra de Vietnam, Nguyễn Văn Linh fue secretario del partido para el Vietcong en Vietnam del Sur, donde dirigió la resistencia guerrillera contra el gobierno aliado de Estados Unidos, pero la mayor parte de sus funciones eran organizativas y no militares. También se especializó en propaganda, estudiando e intentando influir en la política estadounidense a favor de Vietnam del Norte. Entrenó a espías especiales del Vietcong que se infiltraron en las organizaciones gubernamentales de Saigón. En 1968, Linh dirigió la Ofensiva del Tet contra Vietnam del Sur. Este ataque por sorpresa en la mayoría de los pueblos y ciudades de Vietnam del Sur fue un punto de inflexión en la guerra de Vietnam. Tras el final de la guerra de Vietnam y la reunificación de Vietnam en 1975, Linh fue incluido en el Politburó del Partido Comunista y se convirtió en jefe del partido en la capital Saigón. Era partidario de una lenta transformación de la parte sur del país, antes capitalista, lo que le hizo entrar en conflicto con sus colegas del partido. A finales de la década de 1970, aunque se le consideraba un prometedor político del partido, tuvo repetidas discusiones con Lê Duẩn, el sucesor de Ho Chi Minh como líder del partido, lo que le impidió seguir ascendiendo en la jerarquía. En 1982, incluso fue destituido del Politburó. Según sus amigos, Linh dimitió tras una discusión sobre el futuro de Vietnam del Sur, en la que defendió el capital privado.
A mediados de la década de 1980, la economía vietnamita entró en crisis, lo que hizo que una economía más liberal y de mercado fuera una opción más sensata para muchos políticos. Esto hizo que Linh volviera a formar parte del Politburó en 1985 (y de la Secretaría Permanente en 1986), bajo la dirección del proyecto de informe político del secretario general Trường Chinh, e incluso fue nombrado secretario general del partido al año siguiente. Inmediatamente, comenzó a reformar la economía de Vietnam. Fue elegido secretario general inmediatamente después del 6.º Congreso Nacional.   Renunciando a las decisiones ideológicas que, según él, habían causado los problemas, permitió la empresa privada y los precios de mercado y disolvió los colectivos agrícolas. Este cambio de política fue bautizado como Doi Moi, término vietnamita que significa renovación. En el ámbito político, Linh intentó mejorar las relaciones tanto con Estados Unidos como con China. En 1990, visitó en secreto China, convirtiéndose en el primer líder vietnamita que lo hacía desde la guerra sino-vietnamita de 1979. En 1989, ordenó la retirada de las tropas vietnamitas de Camboya, donde habían sido enviadas para eliminar el régimen de los Jemeres Rojos de Pol Pot. Sin embargo, en lo que respecta a la política interior, Linh consideraba que no era necesario cambiar nada. "No es objetivamente necesario establecer un mecanismo político de pluralismo y gobierno multipartidista", afirmó, al tiempo que se refirió siempre a los sistemas democráticos de estilo occidental como "demagógicas democracias burguesas". Criticó las antiguas políticas comunistas, achacándolas a dirigentes corruptos. Así, la política de Linh fue el blanco constante de las críticas de los elementos más conservadores del Partido Comunista. Linh dimitió como líder del partido en 1991 en el 7.º Congreso Nacional, tras haber anunciado su retirada un año antes. Se citó como causa su mala salud, ya que había sido hospitalizado por lo que se sospecha que fue un derrame cerebral en 1989, pero las rivalidades políticas probablemente también influyeron en su decisión. Le sucedió Đỗ Mười, partidario de las reformas de Linh.
Fue consejero del Comité Central del Partido desde 1991 hasta diciembre de 1997. A partir de un sorprendente discurso  en el 7.º Congreso Nacional del Partido Comunista de Vietnam  y de una serie de cartas a los periódicos del país, Linh acabó renunciando a los efectos de sus propias políticas, acusando a los inversores extranjeros de explotar a su país natal y de perjudicar al socialismo. Atacó la creciente brecha entre ricos y pobres y acusó a las empresas norteamericanas de hacer dumping en el país en lugar de ayudarlo con inversiones y tecnología. Luego escribió una columna periódica en el periódico titulada "Cosas que hay que hacer inmediatamente" en la que atacaba la corrupción y la incompetencia de la élite política vietnamita. Linh murió de cáncer de hígado el 27 de abril de 1998, en Ciudad Ho Chi Minh. Tenía 82 años.

## Contribuciones a Vietnam
Nguyễn Văn Linh había trazado la evolución de las reformas de la organización del partido. Los estudiosos sostienen que las contribuciones de Linh y su importancia en la reforma dieron un análisis muy detallado y claro de su programa para reformar el partido comunista de Vietnam dentro del contexto más amplio de Đổi Mới. Linh demostró flexibilidad y adaptabilidad con una inclinación por el giro poco ortodoxo en la elaboración de políticas. Estudiosos como Stern ven que Linh confió menos en los instrumentos de movilización, las campañas de exhortación y los símbolos y más en los programas coordinados burocráticamente. Fue capaz de utilizar combinaciones únicas de recursos para atacar problemas específicos relacionados con el partido, apoyándose a menudo en los medios de comunicación y en determinadas organizaciones de masas para impulsar sus ideologías reformistas. Linh fue fundamental a la hora de dirigir las sesiones plenarias del Comité Central para que tuvieran más importancia en el proceso de toma de decisiones, en el que se discutían puntos de vista opuestos sobre políticas económicas y cuestiones políticas fundamentales. Stern argumentó que esto fue posible, en gran parte, gracias al modo de funcionamiento abierto, flexible, innovador y poco convencional de Linh dentro de la burocracia vietnamita, que demostró la importancia de Linh en la forma de gestionar la política para contribuir a la reforma.
Bajo Linh, se hizo un esfuerzo para que el partido fuera más responsable y rindiera cuentas de las políticas y las decisiones de personal, lo que fue un factor importante para el éxito de la reforma económica. Stern sugirió que fue el propio Nguyễn Văn Linh quien   desempeñó el papel más importante en las reformas económicas de Vietnam. Sugirió que la posición y la previsión de Linh era que las reformas económicas debían hacerse de forma gradual y constante, sin causar inestabilidad política ni crear oportunidades para que los elementos negativos crearan problemas. Linh también permitió la flexibilidad y la iniciativa local en cuestiones de renovación política y económica paralelas, lo que arroja luz para que los estudiosos comparen el estilo y las contribuciones de Linh con otros líderes clave en la narrativa actual. También se puede considerar que Linh llegó a donde estaba con la autopromoción más que con lo que pudo hacer. Esto nos abre las puertas a cuestionar y considerar si otros contendientes podrían ser realmente igual de importantes en el gran esquema de la renovación económica de Vietnam. Algunos podrían afirmar que Linh logró un éxito inicial y limitado al hacer que el partido respondiera a la alteración del campo de juego político y no pudo superar la mayoría conservadora y sus propias creencias políticas para dar la bienvenida a un verdadero cambio en el panorama político vietnamita. Este punto de vista es una postura bastante genérica sobre Linh entre los estudios publicados y, si Linh hubiera sido realmente un conservador, las categorías anteriores serían problemáticas para acceder a su verdadero legado y contribuciones. Los estudiosos también reconocen que Võ Văn Kiệt es uno de los principales defensores del programa de reformas. En este aspecto tenemos que calibrar nuestra comprensión para considerar las contribuciones de Võ Văn Kiệt con ambas perspectivas incluidas.  

## Ser el cerebro de Đổi Mới
Nguyễn Văn Linh también podría considerarse el cerebro nominal de Đổi Mới, pero se horrorizó públicamente de los resultados de sus propias inspiraciones. También fue en un momento dado especialmente hostil hacia Võ Văn Kiệt acusando públicamente a Võ Văn Kiệt de corrupción, incluso cuando habían sido estrechos aliados. 
Aunque Linh adoptó públicamente una posición aún más fuerte a favor de un movimiento de base "para ayudar al partido a corregir, rectificar y superar sus deficiencias en los primeros años, algunos podrían considerar que fue Võ Văn Kiệt quien opinó en 1995 que había que animar a los empresarios a tener éxito para la economía entendiendo la economía de los negocios. Las acciones de Võ Văn Kiệt llevaron a otros a considerarlo como un arquitecto clave de la revolución del mercado desde su inicio. Al considerar las narrativas de ambas personas, es importante señalar que Võ Văn Kiệt y sus aliados podrían haber utilizado las ideologías, ya sean llamadas socialistas o de mercado, como herramientas prácticas para avanzar en sus propios objetivos estratégicos y de poder. Una forma objetiva de sopesar las perspectivas sería entender que estos miembros también querían en última instancia el poder en su beneficio y esto añadió otra dimensión en el análisis de cómo se trabajó para contribuir junto con su verdadera agenda equilibrada. Aparte de esto, también es importante saber que las fuentes no siempre nos dan la historia completa.

## Otro método de análisis de las aportaciones de Linh
Las duras realidades y la crisis económica no fueron condiciones necesarias ni suficientes para que la reforma se llevara a cabo plenamente, sino que fue el proceso empresarial el que vio los cambios estructurales y, más tarde, dio el pistoletazo de salida a la innovación en Vietnam. Mientras que Linh había contribuido al proceso de Đổi mới reestructurando la economía a nivel nacional, trabajando en la inversión y la asignación de recursos financieros para aumentar la eficiencia y la eficacia de las políticas y la economía. La actividad de Linh en actividades militares y diplomáticas clave como eficiente para mejorar la posición de Vietnam y ayudar a su proceso de toma de decisiones durante las reformas. También fue responsable de los éxitos de la reforma económica y no por las mismas razones que el propio Linh, creando así "otro método" al considerar las contribuciones y el legado de Linh. Con la adopción de las políticas de Nguyen Van Linh en el 6.º Congreso, Vietnam se transformó lentamente en una economía de mercado que trajo consigo el éxito de la reforma. Estas fueron evidencias clave hacia las valoraciones de la narrativa de Nguyen Van Linh al considerar sus contribuciones en la renovación, modernización e industrialización de Vietnam que lo convirtieron en un contribuyente responsable. 
Desde otro punto de vista, Võ Văn Kiệt podría considerarse también como uno de los principales líderes respetados que trató de trabajar con numerosos directores de empresas de propiedad nacional con la esperanza de promover mejores reformas a mayor escala sin subvertir las jerarquías del partido, no destituyendo a los dirigentes sino permitiendo que el partido cambiara de opinión para llegar lentamente a un nuevo consenso. Võ Văn Kiệt también había aprobado implícitamente el uso del modelo económico de Vietnam del Norte en toda la nación, pero más tarde encontró problemas con el modelo de crecimiento a partir de sus experiencias en la ciudad de Ho Chi Minh, lo que le llevó a ser uno de los principales líderes en los experimentos de "ruptura del cerco" en el camino hacia el 6.º Congreso del Partido. Esto también sitúa a Kiệt en una dimensión diferente, en la que estaba dispuesto a reflexionar sobre sus propias políticas y a realizar adaptaciones para garantizar lo mejor para la nación, un rasgo clave y una contribución a los éxitos económicos de Vietnam.
Võ Văn Kiệt había apoyado la autorización de establecer cooperativas de crédito, sucursales de bancos extranjeros y el banco de acciones conjuntas para separar las funciones presupuestarias de las del banco central en la reforma de la economía, un paso clave que no puede ignorarse. Siendo entonces el primer vice primer ministro, fue capaz de adoptar un método sin precedentes al crear dos grupos de expertos independientes clave para realizar investigaciones y estudios sobre la materia. Supo utilizar los consejos de ambos grupos y combinó las mejores ideas para elaborar una ordenanza sobre el sector bancario. Todas estas contribuciones reflejan su actitud previsora y las áreas que más tarde se convertirían en una importante contribución al exitoso proceso de reforma en curso en Vietnam.
Linh también fue descrito como "un reformista de renombre" durante su etapa como secretario del partido en la ciudad de Ho Chi Minh después de 1975. Linh escribió artículos para dar peso a los experimentos de reforma en los que se permitía la experimentación de políticas antes de que tales prácticas fueran sancionadas en su papel crítico con el Estado. Sin embargo, también se podría ver a Võ Văn Kiệt como el reformista sureño que se situó ante las críticas a las políticas del gobierno central en el Sur apoyando planes económicos innovadores. Linh también podría considerarse como un tercer grupo de líderes de edad similar a los de la segunda generación (pero que se incorporaron antes y, por tanto, ascendieron antes a donde estaban). Aunque Linh fue ampliamente anunciado como un reformista económico, en realidad era tan capaz como cualquiera de apretar el tornillo de la política. Esto proporcionó otra perspectiva sobre la capacidad e importancia de Linh. Además, Võ Văn Kiệt también había sido bien reconocido como defensor de las reformas de Vietnam, incluso cuando carecía de formación occidental formal y no debía ser considerado joven ni siquiera según los estándares más relajados de los países de Asia Oriental. 
Los historiadores también pueden considerar si se trató de un esfuerzo de relevo y colaboración en el que las personas adecuadas estaban en el lugar correcto para reformar Vietnam al mismo tiempo desafía la narrativa principal de Nguyễn Văn Linh para considerar el papel de los líderes en gran medida proporcionó una visión hacia esta investigación. Al hacer un análisis objetivo de Linh, parecía evidente que la aplicación del análisis del posmodernismo en las figuras históricas junto con la interpretación crítica y la objetividad basada en el contexto y en cómo se ha desarrollado o evolucionado el conocimiento de la historia nos permite obtener una imagen más clara.